# Còrit (fill de Paris)
Segons la mitologia grega, Còrit (en grec antic: Κόρυθος) va ser el fill del príncep Paris de Troia i la nimfa Enone.
Els reis de Troia, Príam i Hècuba, van tenir un fill al que van abandonar a causa d'una profecia. A aquest nen, Paris, el va adoptar un pastor i va créixer sa i fort als vessants del Mont Ida de la regió de Frígia. Van passar els anys i el jove Paris es va enamorar de la nimfa orèada Enone. S'hi va casar i van tenir un fill, a qui van anomenar Còrit.
Un dia, el rei de Troia, Príam, va reconèixer Paris com a fill seu i el va convidar a viure a la ciutat de la Tròade amb la família reial. Paris va abandonar la seva esposa Enone i el seu fill Còrit.
Anys més tard, durant la Guerra de Troia i segons algunes versions, Enone va enviar a Còrit a lluitar en el bàndol grec i contra el seu propi pare. També hi ha narracions que expliquen que Enone va enviar el seu fill a Troia, on es va enamorar de la bella Helena (nova esposa del seu pare Paris) i va intentar seduir-la. Paris en veure-ho, i no reconeixent el seu propi fill, el va assassinar per gelosia.